# Coniochaetales
Coniochaetales é uma ordem de fungos da classe Sordariomycetes. Esta ordem é monotípica e contém uma única família, Coniochaetaceae, historicamente classificada na ordem Sordariales. Contudo, esta classificacção taxonómica foi desafiada por outras autoridades, e foi proposto que Coniochaetales incluíra a família Coniochaetaceae. As espécies desta família caracterizam-se por ter fendas germinativas nos ascósporos, uma traço morfológico que as distingue das espécies da família Sordariaceae. Uma investigação filogenética feita em 2006 revelou que quatro dos géneros da família Coniochaetaceae, Coniochaeta, Coniochaetidium, Ephemeroascus, e Poroconiochaeta, não são monofiléticos, pelo que passaram a ser considerados sinónimos com Coniochaeta.